# Зайцева Гора
Зайцева Гора — деревня в Барятинском районе Калужской области России. Входит в состав сельского поселения «Деревня Бахмутово».

## География
Деревня находится в западной части Калужской области, в зоне хвойно-широколиственных лесов, в пределах Барятинско-Сухиничской равнины, при автодороге А130, на расстоянии примерно 20 километров (по прямой) к северо-западу от Барятина, административного центра района. Абсолютная высота — 269 метров над уровнем моря.

### Климат
Климат характеризуется как умеренно континентальный, с тёплым летом и умеренно морозной зимой. Среднегодовая многолетняя температура воздуха составляет 4 — 4,6 °С. Средняя температура воздуха самого тёплого месяца (июля) — 17,8 °C (абсолютный максимум — 39 °C); самого холодного (января) —−8,9 °C (абсолютный минимум — −35,2 °C). Безморозный период длится в среднем 149 дней. Среднегодовое количество атмосферных осадков составляет 654 мм, из которых 441 мм выпадает в период с апреля по октябрь. Снежный покров держится в течение 130—145 дней.

### Часовой пояс
Деревня Зайцева Гора, как и вся Калужская область, находится в часовой зоне МСК (московское время). Смещение применяемого времени относительно UTC составляет +3:00.

## Население
| 2002 | 2010 |
| ---- | ---- |
| 32   | ↘13  |

По данным Всероссийской переписи населения 2010 года в гендерной структуре населения мужчины составляли 30,8 %, женщины — соответственно 69,2 %.
Национальный состав
Согласно результатам переписи 2002 года, в национальной структуре населения русские составляли 88 %.

## История
Во время Великой Отечественной войны дорога А-101 Москва — Рославль называлась Варшавским шоссе и по ней в 1941 году, с запада на восток, на Москву наступали гитлеровские войска.
В марте-апреле 1942 года в Барятинском районе велись тяжелые бои с противником — несколько дивизий 50-й армии пытались захватить череду высот, получивших название Зайцева гора (это был важный пункт обороны противника, поскольку между высотами проходило Варшавское шоссе – одна из крупных автомагистралей, по которой шло снабжение немецких войск), но взять их не смогли. Эти бои были связаны с тяжелейшими потерями — утонувшими (была взорвана плотина), убитыми и ранеными. 
Лишь в августе советские сапёры, в основном горняки из Донбасса, сумели прорыть узкий лаз под возвышенность, куда заложили 25 тонн взрывчатки. Когда она была подорвана, образовалась огромная воронка глубиной более 10 метров и шириной более 100 метров, а на окрестных минных полях начали десятками детонировать мины. Лишь после этого советские воины смогли занять то, что осталось от высоты Фомино-1.
Но через некоторое время высота была опять отбита фашистами, которые продолжали удерживать её до марта-апреля 1943 года. И только после, в ходе операции «Буйвол» по сокращению фронта от Ржева, организованно отошли на новые оборонительные позиции, спрямляя растянутую линию фронта.
1955 году прах советских воинов из многочисленных санитарных захоронений был перенесен в единый братский мемориал в деревне Зайцева Гора, здесь похоронено 3524 советских солдата. Рядом расположен музей.